# Давидов (Вранов на Топлој)
Давидов (слч. Davidov) насељено је мјесто са административним статусом сеоске општине (слч. obec) у округу Вранов на Топлој, у Прешовском крају, Словачка Република.

## Становништво
| Година:    | 1994. | 2004.   | 2014.   | 2024.   |
| ---------- | ----- | ------- | ------- | ------- |
| Број људи: | 873   | 844     | 798     | 767     |
| Разлика:   |       | -3,32 % | -5,45 % | -3,88 % |

| Година:    | 2023. | 2024.   |
| ---------- | ----- | ------- |
| Број људи: | 774   | 767     |
| Разлика:   |       | -0,90 % |

Према подацима о броју становника из 2024. године насеље је имало 767 становника.